# Coro di Santa Maria del Popolo

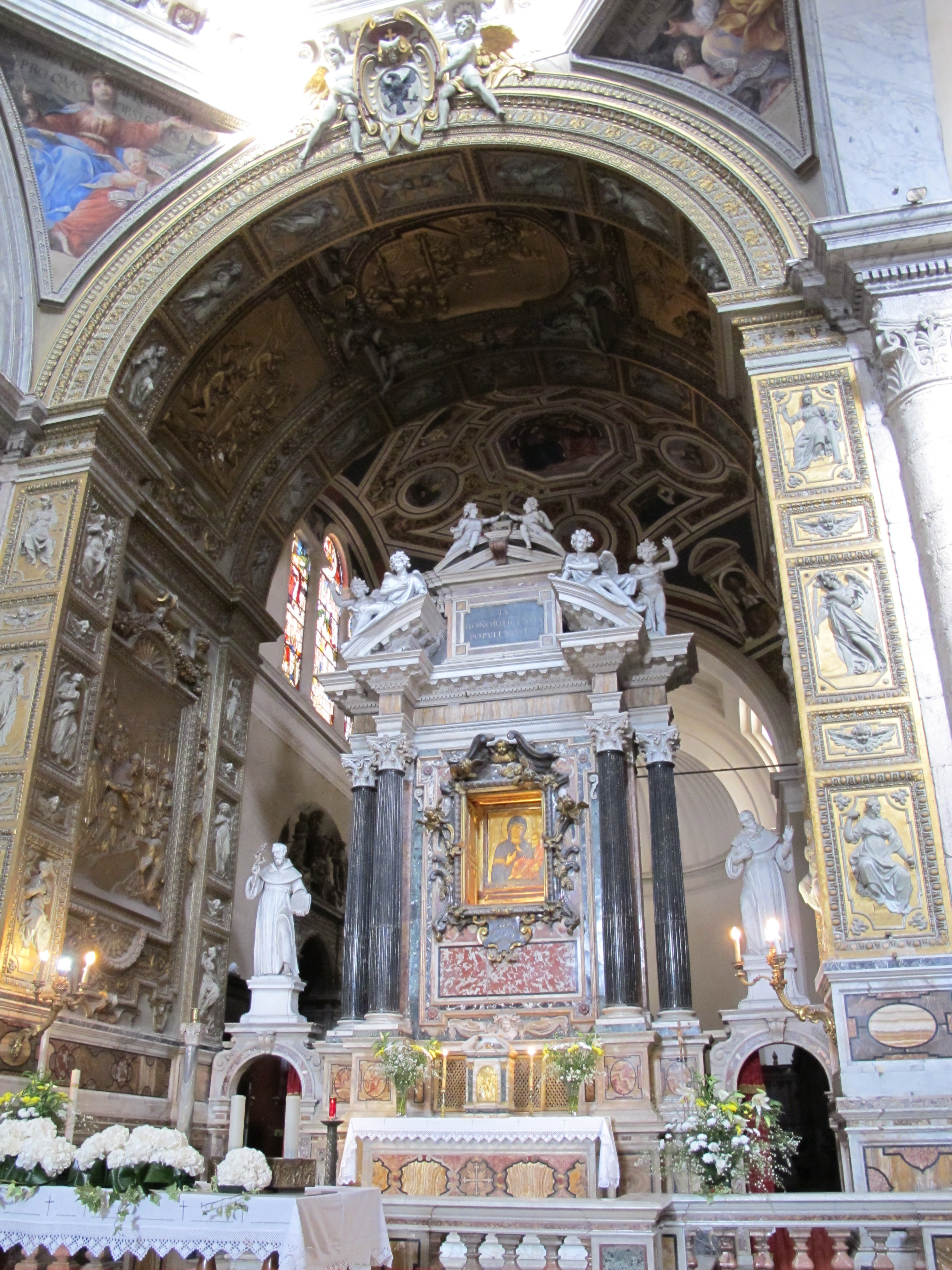
Coro di Santa Maria del Popolo

Il coro di Santa Maria del Popolo è uno degli ambienti più importanti della basilica romana, finanziato da papi e cardinali e decorato da alcuni dei migliori artisti attivi sulla scena romana all'inizio del Cinquecento.

## Storia
Papa Giulio II, al secolo Giuliano Della Rovere, già poco dopo la sua elezione (1503) si dedicò all'abbellimento di Santa Maria del Popolo, mausoleo di tante personalità della sua famiglia. Il coro era già stato ristrutturato all'inizio del secolo con dimensioni imponenti da Bramante, su commissione del cardinale Ascanio Sforza. L'architetto vi lavorò in due fasi, una più antica corrispondente all'arcone a lacunari e all'abside con catino a conchiglia databile ai primi anni del soggiorno romano dell'architetto (1500 circa), e una più tarda, riferibile al pontificato di Giulio II (verso il 1505-1509) in cui la volta a crociera originaria fu trasformata in volta a vela, venne collocata la serliana alla finestra e vennero posti i due monumenti funebri di Andrea Sansovino. 
Con la morte dello Sforza (1505), il papa si accollò l'impresa, ponendola sotto l'egida roveresca. Chiamò Pinturicchio, pittore ormai maturo, ma già al servizio del Della Rovere anni prima, nel 1485-1490, nel suo palazzo di Santi Apostoli. Gli affreschi della volta dovevano esser già completati nel maggio 1510, quando il pittore restituì agli agostiniani il legname dei ponteggi, e si trovano già menzionati, come "bellissimi", in un opuscolo di quell'anno di Francesco Albertini.

## Descrizione

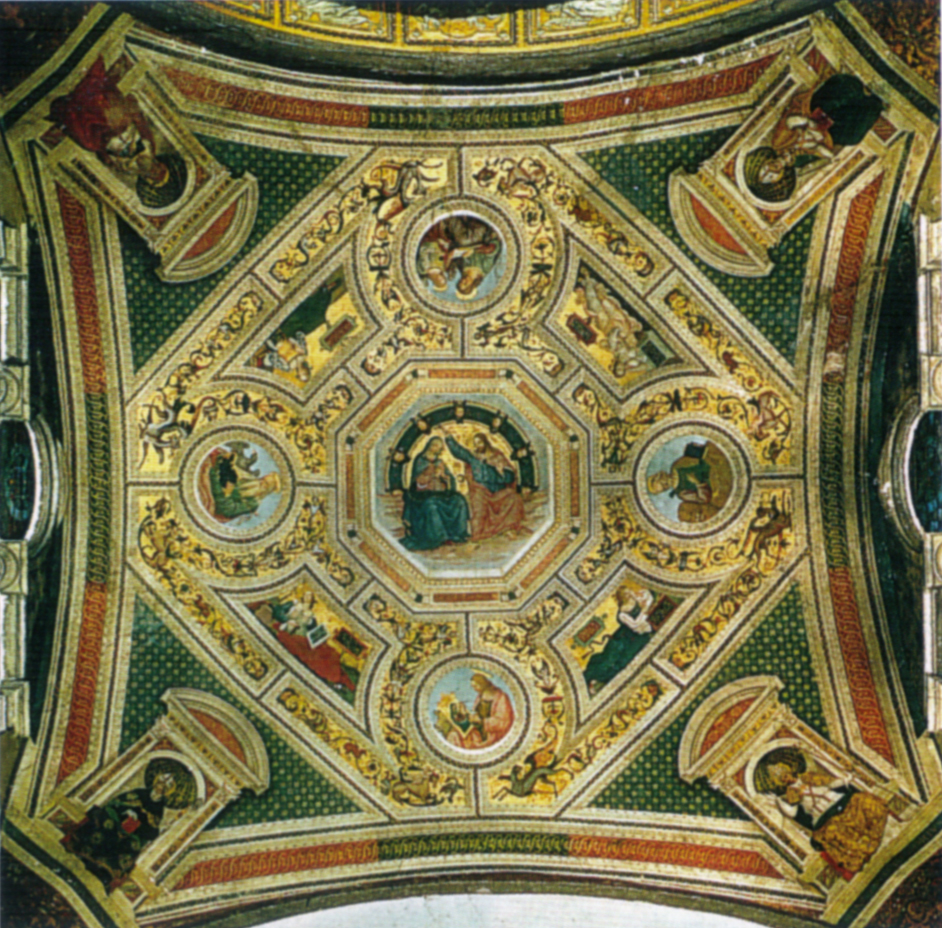
Volta del coro

Il coro ha dimensioni monumentali e una pianta a base quadrangolare con volta a vela. Ai lati si trovano due capolavori di Andrea Sansovino, i monumenti funebri dei cardinali Ascanio Sforza e Girolamo Basso Della Rovere, opere ad arcosolio di ispirazione classica. Su modelli già utilizzati in Spagna nel 1498, Sansovino reinventò la posizione del defunto sopra il sarcofago, ritraendolo sollevato ed appoggiato sul gomito; al posto così della consueta rigidità di un cadavere, Sansovino rappresentò un uomo in vita, ripudiando la piatta visione gotica che celebrava un morto in favore di una nuova concezione che esaltava la persona vivente e attiva.
Nella volta si trovano gli affreschi di Pinturicchio con l'Incoronazione della Vergine, Evangelisti, Sibille e Dottori della Chiesa. Si tratta di una composizione in riquadri, tanto tipica dell'epoca su ispirazione degli schemi della Domus Aurea, organizzata attorno a un ottagono con l'Incoronazione con tondi alle estremità, con gli Evangelisti, e riquadri lungo i lati, mostranti le Sibille sdraiate. Il tutto è racchiuso in un quadrato ruotato di 45° e riempito di grottesche su sfondo dorato, mentre alle estremità della volta, lungo le diagonali, si stagliano i troni dei Dottori della Chiesa. Si tratta di un programma iconografico mariano che si concentra sull'incarnazione, attraverso le corrispondenze tra vaticini pagani, Sacre Scritture e la dottrina ecclesiastica. Lo schema del doppio quadrato si ispirava a una volta della Villa Adriana, perpetuata da un disegno di Giuliano da Sangallo e la combinazione di una zona centrale bidimensionale, quasi arcaica, e zone laterali con troni in forte sporgenza illusionistica si ritrova nei primi disegni di Michelangelo per la volta della Cappella Sistina (1508, conservati a Londra e Detroit), testimoniando il continuo aggiornamento di Pinturicchio all'ultima attualità.
Le vetrate, raffiguranti Episodi della vita di Maria e di Gesù, sono di Guillaume de Marcillat (1509), le prime di questo artista francese a Roma.